# Dewaraja I
Dewaraja I (zm. 25 lutego 1423), cesarz Imperium Widźajanagaru z dynastii Sangama od 5 listopada 1406 do 25 lutego 1423. Po śmierci Harihary II doszło do sporu o sukcesję między jego synami, z którego ostatecznie zwycięsko wyszedł Dewaraja I.
Dewaraja zainicjował długotrwałą kampanię wojenną mającą na celu wypędzenie władców Kalaburagi z terenów na południe od rzeki Krishna. Kampania ta trwała dwadzieścia pięć lat, napotykając silny opór ze strony królów Kalaburagi i naczelników chłopskich z kasty Velama, którzy sprzymierzyli się z Bahmanidami.